# Sapopema
Sapopema é um município brasileiro do estado do Paraná. Sua população, conforme estimativas do IBGE de 2018, era de 6 751 habitantes.

## Etimologia
O nome vem da árvore Sapopema, que na língua tupi, quer dizer raiz angulosa, que significa raízes que se soerguem da terra. (Sapó, raiz, pem, anguloso.)

## História
Criado através da Lei Estadual nº 4245, de 25 de julho de 1960, e instalado em 28 de outubro de 1961, foi desmembrado de Curiúva e São Jerônimo da Serra.
A Padroeira do município é Sant'Ana, data festiva comemorada em 26 de julho.

## Geografia
Possui uma área é de 678 km² representando 0,34 % do estado, 0,1202 % da região e 0,008 % de todo o território brasileiro. Localiza-se a uma latitude 23°54'39" sul e a uma longitude 50°34'48" oeste, estando a uma altitude de 759.

### Rodovias
- PR-090 - Rodovia do Cerne

### Hidrografia
- Rio Tibagi

## Demografia
Dados do Censo - 2000
População total: 6.872
- Urbana: 3.183
- Rural: 3.689

- Homens: 3.631
- Mulheres: 3.241

Índice de Desenvolvimento Humano (IDH-M): 0,698
- IDH-M Renda: 0,580
- IDH-M Longevidade: 0,772
- IDH-M Educação: 0,743

## Turismo

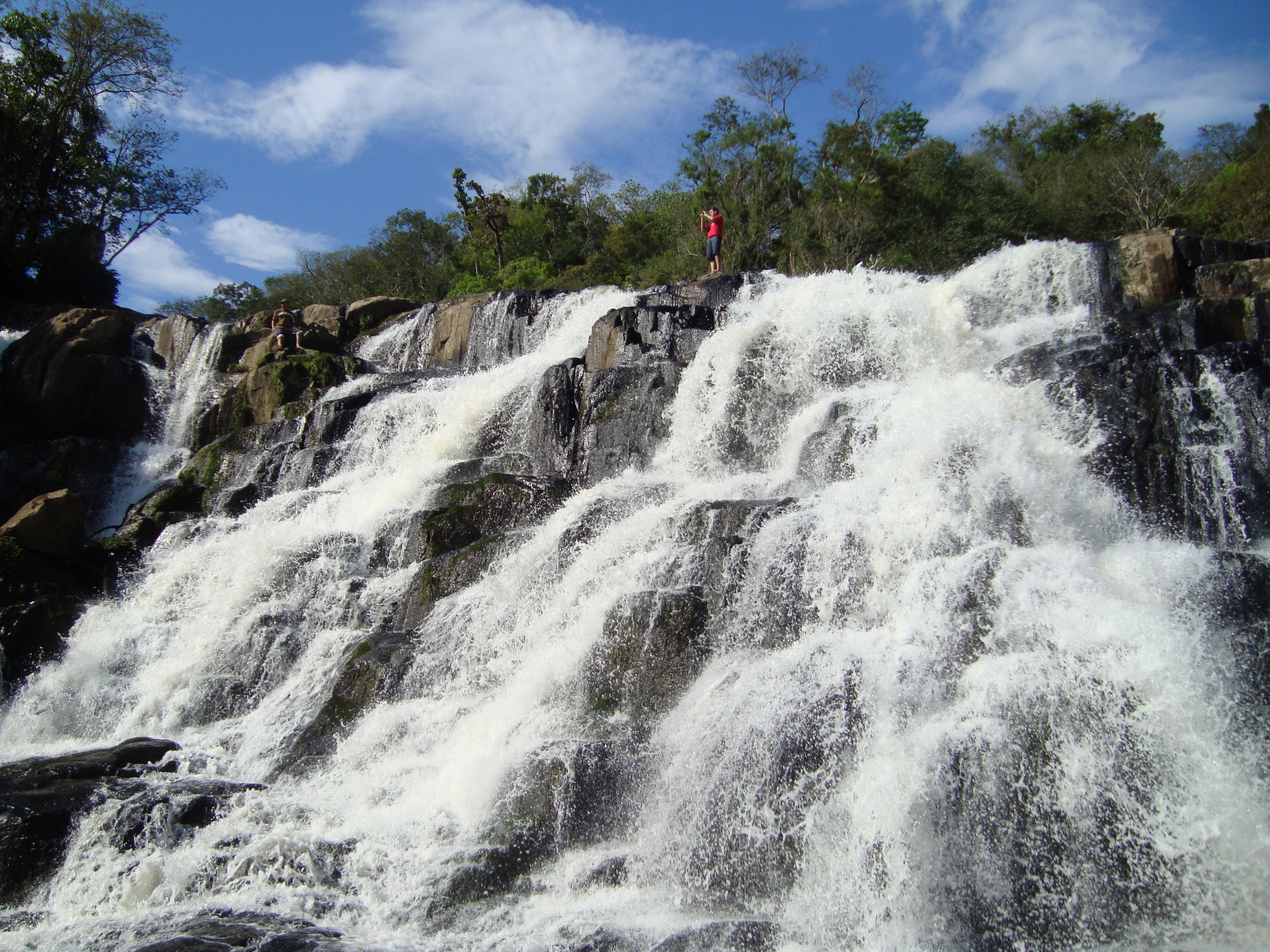
Cachoeira na área rural de Sapopema.

Sapopema recebeu o título de Capital Paranaense do Turismo de Aventura, de acordo com a lei estadual nº 20639/2021. As principais atrações locais são o turismo rural e as belezas naturais. Há diversas cachoeiras, quedas d'água, cavernas e montanhas. O município atrai visitantes interessados no turismo de aventura, como praticantes de rapel, trekking, acquaride, ciclo turismo, entre outros.
Entre os pontos turísticos mais visitados, se destacam: o Pico Agudo, um dos picos mais alto do norte do Paraná, com aproximadamente 1.100 metros de altura em relação ao nível do mar; o Salto das Orquídeas, com 42,75 metros de altura; a Cachoeira Bela Vista; a Cachoeira França; a Cachoeira da Mata; o Saltinho do Lambari; o Salto João de Paula; o Salto Zamarian; a Casa de Pedra; a Serra Chata.

## Galeria

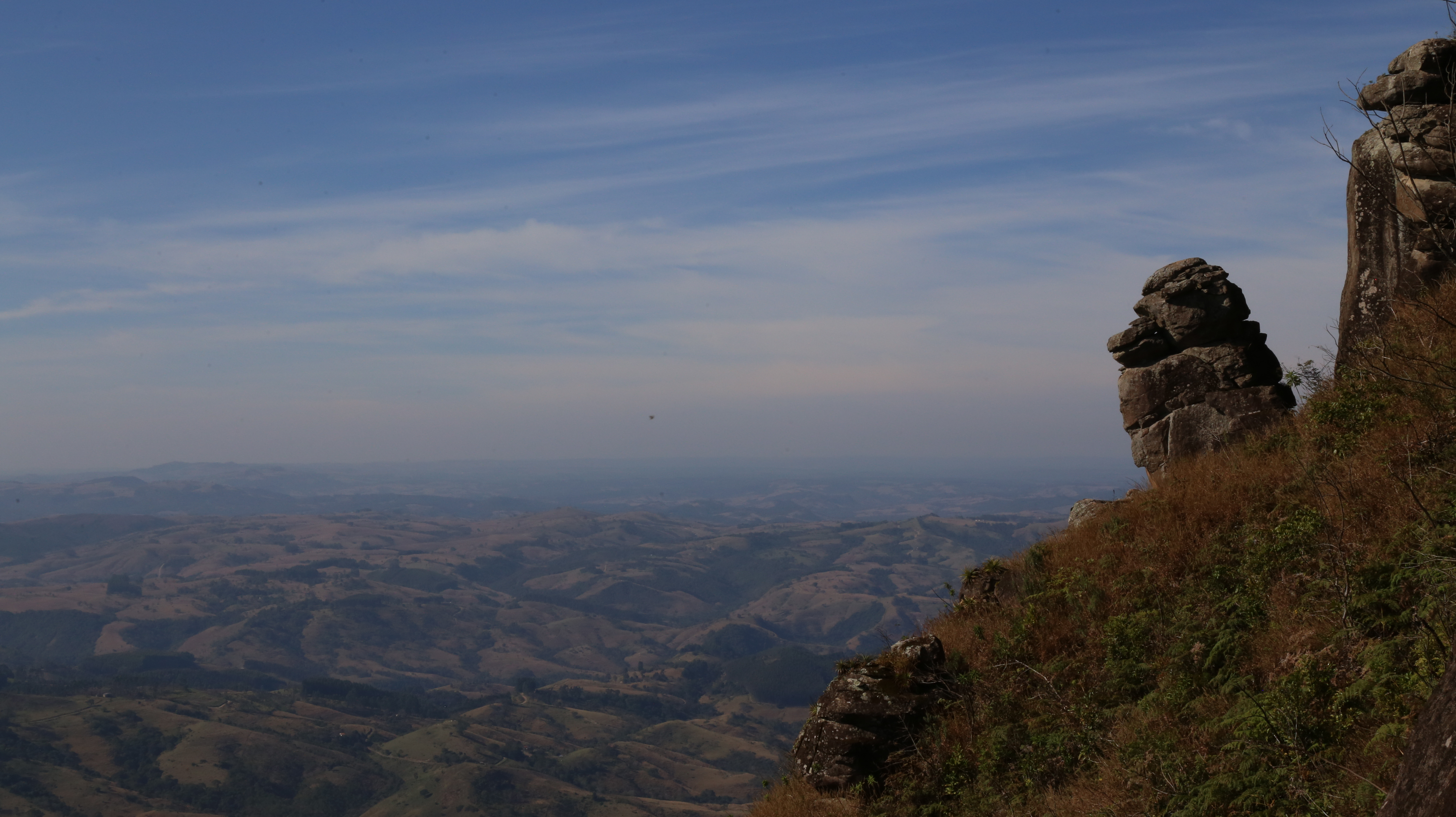
Pedra lembrando macaco de perfil no Pico do Agudo em Sapopema.
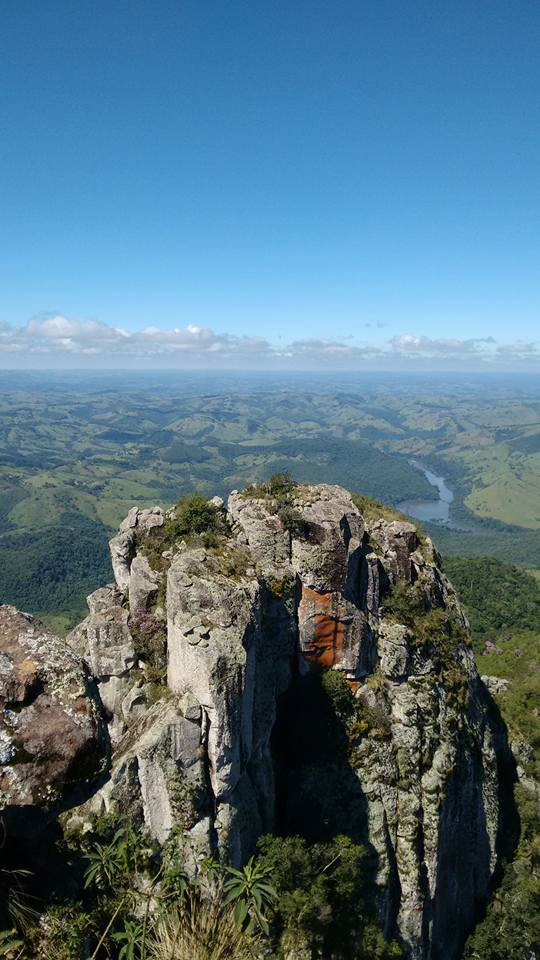
Imagem da região do Pico Agudo em Sapopema.
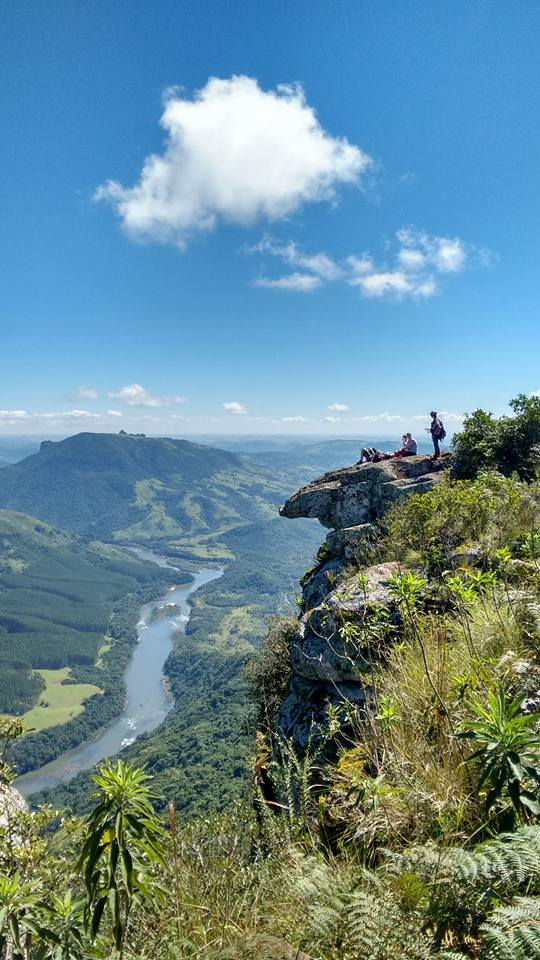
Imagem da vista do Pico Agudo em Sapopema.
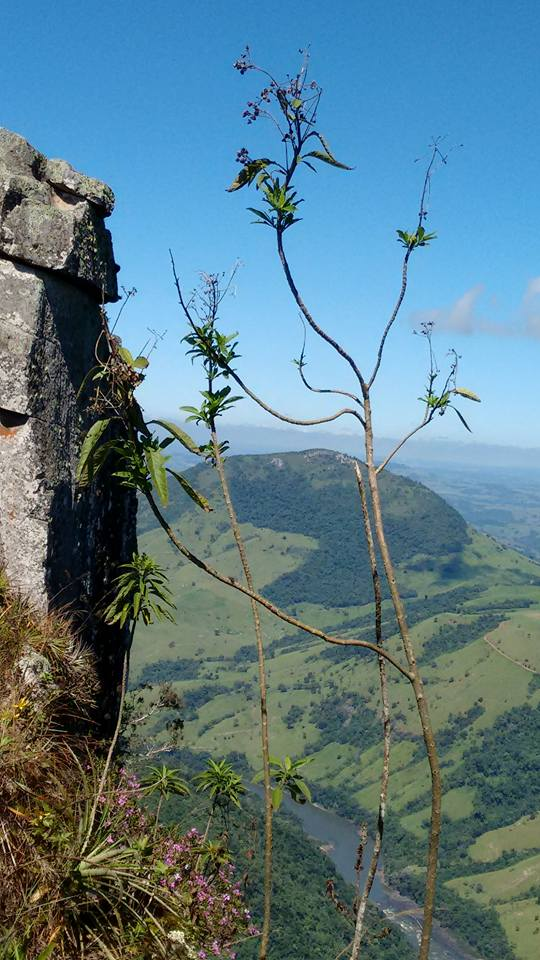
Paisagem rural em Sapopema.
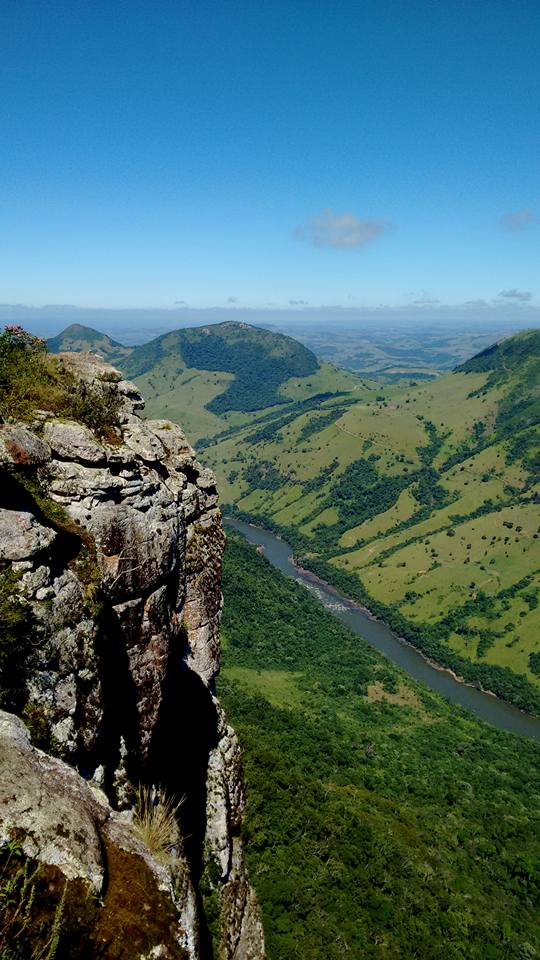
Vista do vale do rio Tibagi, no Pico Agudo em Sapopema.
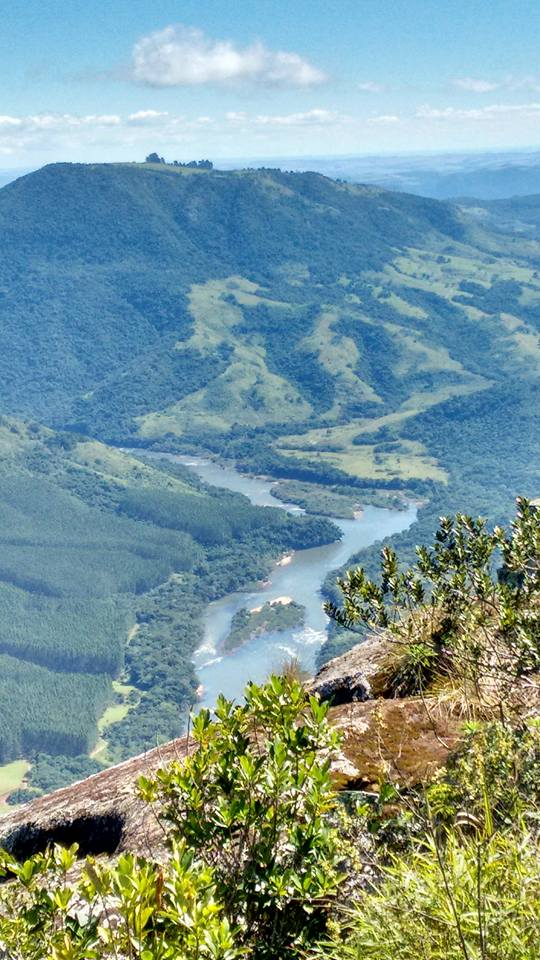
Rio Tibagi em Sapopema.
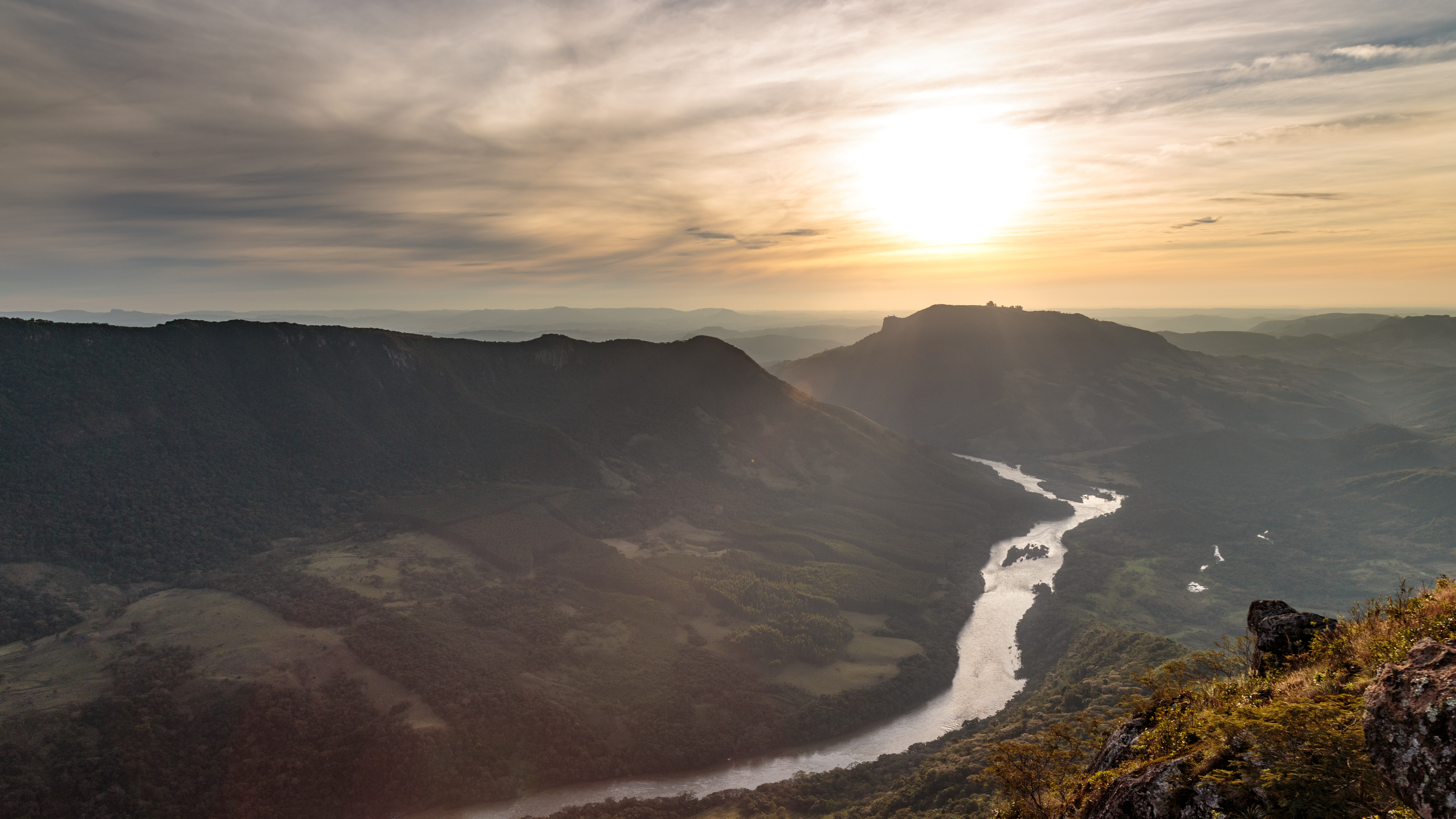
Paisagem do pôr do sol em Sapopema.